# Alagoas (monitor)
Alagoas foi um navio de guerra do tipo monitor encouraçado operado pela Armada Imperial Brasileira e, por um breve período, pela recém-criada Marinha do Brasil, após a Proclamação da República. O monitor foi o terceiro navio construído da Classe Pará no Arsenal de Marinha do Rio de Janeiro, durante a Guerra do Paraguai. Esta classe fora construída para suprir a necessidade específica da Marinha por navios blindados de calado raso capazes de resistir a grandes incêndios. 
O monitor recebeu o nome de Alagoas em homenagem à província de Alagoas, sendo o primeiro navio da Marinha a ostentar este nome. Como os outros de sua classe, media pouco mais de 36 metros de comprimento total, com boca de 8,54 metros e calado entre 1,51 e 1,54 metros. A torre longa do único canhão, de cano curto, ficava em uma plataforma circular que tinha um eixo central mecanicamente girada por um sistema de engrenagens. O casco era blindado com três camadas de madeira de orientação alternada, e revestido por madeira de lei peroba. 
O navio participou de algumas batalhas da Guerra do Paraguai em 1868 e 1869. Em particular, na Passagem de Humaitá, destacou-se dentre os demais, pois seu capitão, ignorando ordens, conduziu o monitor às barreiras e canhões inimigos sem apoio de outras embarcações, que já haviam atravessado o passo, contribuindo para a vitória dos aliados. Após a guerra, o Alagoas foi designado para a recém-formada Flotilha do Alto Uruguai, sediada em Itaqui, onde participou em 1874 de bombardeio contra Alvear, na Argentina, ordenado por Estanisláo Przewodowski em tempos de paz. Foi descomissionado em 1896.

## Características

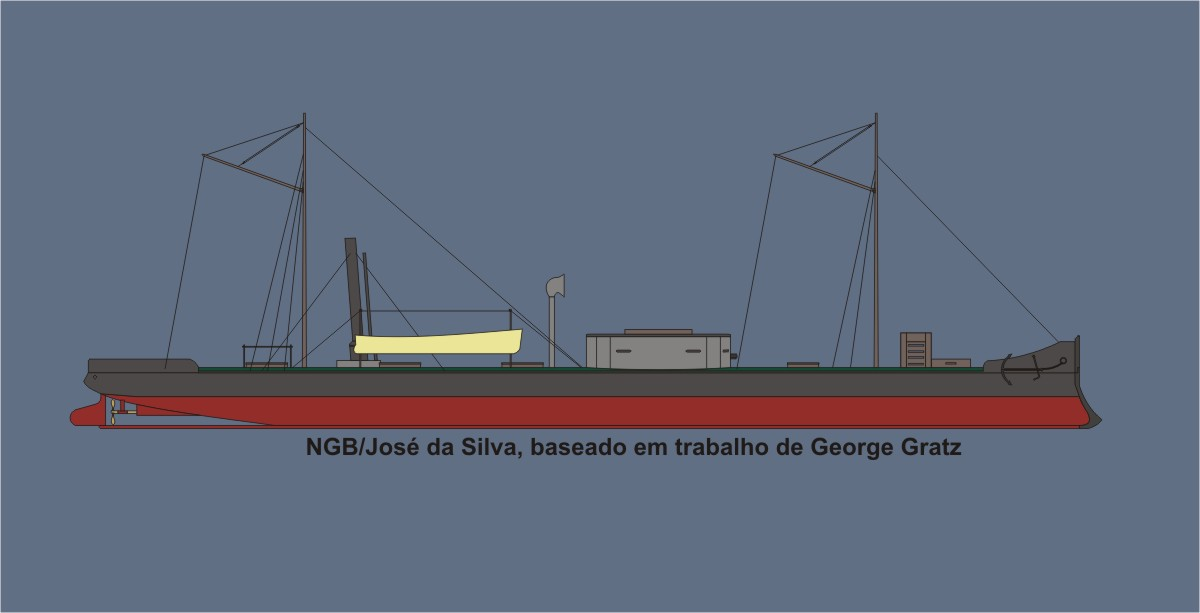
Ilustração de um monitor da Classe Pará.

O Alagoas foi o primeiro navio da Armada a ostentar esse nome, uma homenagem a então província de Alagoas. Seguiu os projetos de construção do capitão-tenente Napoleão J. Level, com máquinas do engenheiro Carlos Braconnot e arranjo do armamento do tenente Henrique Baptista. Um feito notável sobre sua construção foi que, sem prensa hidráulica (que não existia no Brasil), o engenheiro Bracannot conseguiu dobrar couraças, não só deste mas de outros navios que construiu. Sua construção, assim como os outros de sua classe, foi inspirada nos estudos e experiências de combates da Guerra Civil Americana e da própria guerra do Paraguai, além de ser considerado uma inovação em sua época. Apenas britânicos, franceses e norte-americanos possuíam tais embarcações.
Os monitores da classe Pará foram projetados para atender à necessidade da Armada de navios blindados de calado raso capazes de resistir a grandes incêndios. O projeto foi escolhido para resolver um problema das torretas que outros navios brasileiros tinham quando se engajavam com o inimigo em outras embarcações ou fortificações. A torre longa de canhão ficava em uma plataforma circular que tinha um eixo central. Girava pelo controle de quatro homens através de um sistema de engrenagens; eram necessários 2,25 minutos para uma rotação total de 360°. Um rostro de bronze também foi montado nesses navios. O casco foi revestido com metal Muntz para reduzir a incrustação biológica.
Os navios mediam de 36,57 (120 pés) a 39 metros (127 pés 11 polegadas) de comprimento total, com uma boca de 8,54 metros (28 pés 0 polegadas). Tinham um calado entre 1,51 e 1,54 metro. Com apenas 0,3 metro de bordo livre, eles precisavam ser rebocados entre o Rio de Janeiro até a área de operações. Sua tripulação contava com 43 homens, incluindo oficiais e operários que os construíram, devido à pressa na construção por causa da guerra.

### Propulsão
Os navios da classe Pará tinham dois motores a vapor de ação direta, cada um acionando uma hélice de 1,3 metro (4 pés e 3 polegadas). Uma vez que os  motores movimentavam um eixo em suas respectivas hélices, o navio podia manobrar próxima a que as embarcações à roda conseguiam. Seus motores eram alimentados por duas caldeiras tubulares a uma pressão de 59 psi (407 kPa; 4  kgf/cm2). Os motores produziam um total de 180 cavalos de força (130 quilowatts), o que dava aos monitores uma velocidade máxima de 8 nós (15 quilômetros por hora; 9,2 milhas por hora) em águas calmas. Os navios carregavam carvão suficiente para um dia de vapor.

### Armamento
O Alagoas carregava um único canhão de cano curto Whitworth de 70 libras (RML) em sua torre de tiro. A arma de 70 libras tinha uma elevação máxima de 15 graus. Tinha um alcance máximo de 5 540 metros (6 060 jardas). O canhão pesava 8 582 libras e disparava um projétil de 140 milímetros que pesava 36,7 kg. A torre tinha capacidade de atirar projéteis a praticamente qualquer direção a ângulo horizontal, limitado por poucos obstáculos no convés, como a chaminé.
O projeto da torre era uma melhoria em relação às outras construídas anteriormente; eram achatadas nas laterais, ante às cilíndricas. Tal inovação permitia a torre ser mais leve e menor como alvo ao inimigo, além de aumentar a segurança da tripulação no momento do disparo e recarregamento do canhão, visto que a torre era girada para tirar a portinhola da mira de tiro do adversário, que não era possível em navios de casamata com suas portinholas fixas. Devido o limitado ângulo de tiro, era necessário manobrar o navio para uma melhor mira. Os outros três navios da classe lançados posteriormente receberam um canhão de 120 libras (178 milímetros) cada.

### Blindagem
O casco dos navios da classe Pará era feito de três camadas de madeira que se alternavam em orientação. Ele tinha 457 milímetros (18,0 polegadas) de espessura e foi coberto com uma camada de 102 milímetros (4 polegadas) de madeira de lei peroba. Os navios tinham um cinturão blindado a ferro forjado na linha d' água com 0,91 metros (3,0 pés) de altura. Tinha uma espessura máxima de 102 milímetros, diminuindo para 76 milímetros (3 polegadas) e 51 milímetros (2 polegadas) nas extremidades do navio. O convés curvo foi blindado com 12.7 milímetros (0,5 polegadas) de ferro forjado.
A torre de tiro tinha o formato de um retângulo com cantos arredondados. Foi construído muito parecido com o casco, mas a frente da torre estava protegida por 152 milímetros (6 polegadas) de blindagem, os lados por 102 milímetros e a traseira por 76 milímetros. Seu teto e as partes expostas da plataforma em que estava apoiada eram protegidos por 12,7 milímetros de armadura. A ponte, que era blindada, estava posicionada à frente da torre.

## Serviço
O Alagoas foi construído no Arsenal de Marinha do Rio de Janeiro e teve seu batimento de quilha em 8 de dezembro de 1866, durante a Guerra do Paraguai. Foi lançado em 29 de outubro de 1867 e concluído em novembro do mesmo ano. Em janeiro de 1868 chegou ao teatro de operações no Paraguai.

### Guerra do Paraguai

#### Curupaiti e Humaitá

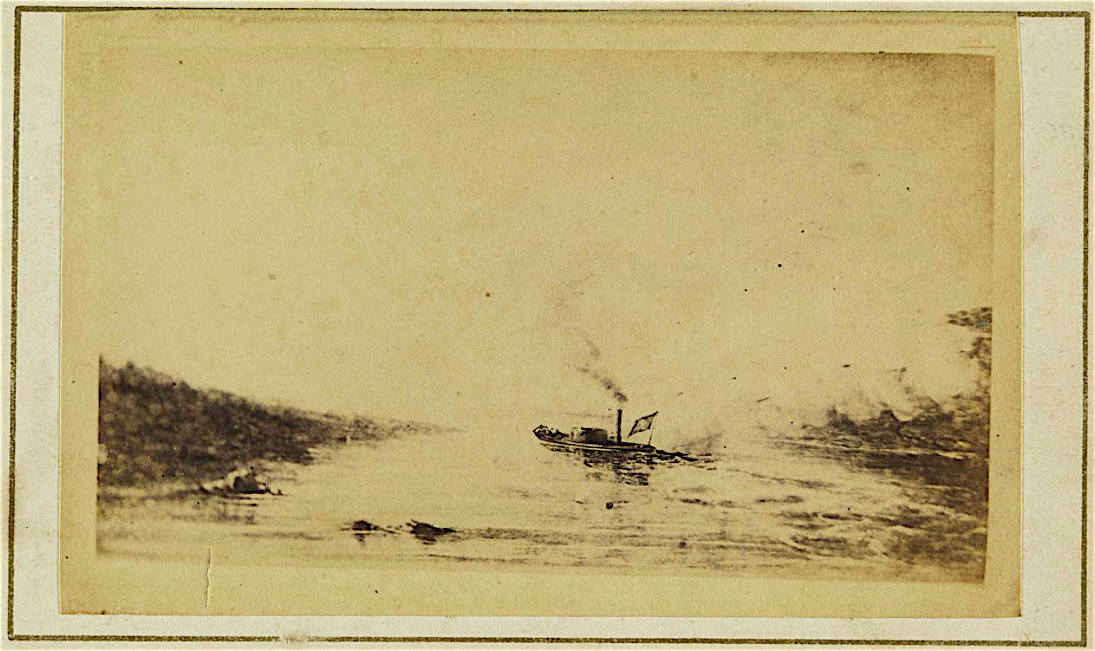
Uma rara fotografia do monitor Alagoas passando por Humaitá em 1868.

O Alagoas em conjunto com dois monitores de sua classe (Pará e Rio Grande) forçaram a segunda passagem de Curupaiti (a primeira vez ocorreu em 15 de agosto de 1867) na noite do dia 13 de fevereiro. Na passagem, foi integrado como navio capitânia da 3.ª Divisão Naval, à qual foi dada a tarefa, sob o comando do futuro Barão da Passagem, o Capitão de Mar e Guerra Delfim Carlos de Carvalho. Para cruzar o forte, os monitores tiveram de enfrentar 22 canhões paraguaios durante uma hora de combate. Feita a tarefa, encontraram-se com o resto da frota destinada à forçar a passagem de Humaitá, ocorrendo seis dias depois, em 19 de fevereiro.
A frota do Barão de Inhaúma, comandante das forças navais aliadas, estava diante da seguinte situação: o sistema defensivo das fortificações em Humaitá, que se estendia por 7 mil metros, possuía 109 peças de artilharia voltadas para o rio e 80 para a terra. As fortificações do baluarte se posicionavam em uma curva em forma de U a sete metros de altura. No centro, estavam duas baterias: Londres (casamata) e Cadena, com 18 e 16 canhões de grosso calibre, respectivamente. De ambos os lados existia uma sucessão de peças de artilharia que somavam 75 no total, sendo algumas destas na seguinte ordem: Abere, 10 peças; Concha, 14; Humaitá, 2; Mestrança, 1; Taquari, 6; Coimbra, 3; Comandancia, 5; Octava, 11; Carbona, 12. Os canhões voltados para terra estavam organizados nesta ordem: División del Sur, 36 e División del Leste, 44.
Para a operação, o Barão de Inhaúma reformulou a 3.ª Divisão Naval e a deixou novamente sob o comando de Delfim Carlos de Carvalho. Os monitores Alagoas, Rio Grande e Pará foram amarrados nos couraçados maiores caso quaisquer de seus motores fossem desativados pelos canhões paraguaios. O Barroso liderou com o Rio Grande, seguido pelo Bahia com o Alagoas e o Tamandaré com o Pará. Às 3h35 da manhã, os canhões de Humaitá abriram fogo contra a esquadrilha de Delfim, que prontamente respondeu com seu canhões, acompanhados de peças de artilharia do exército que estavam acampados nas proximidades. No primeiro avanço, o cabo que amarrava o Alagoas ao Bahia foi cortado por granadas paraguaias, impedindo-os. Agora sozinho, o monitor tentou uma segunda vez avançar sob o fogo das baterias costeiras, tendo novamente dificuldades em cruzar o obstáculo. O comandante do Alagoas, o primeiro-tenente Joaquim Antônio Cordovil Maurity, foi então ordenado a não tentar a passagem novamente, mas desobedeceu tal ordem, "como Nelson em Copenhague", segundo referência do Visconde de Maracajú.
O Alagoas iniciou uma terceira tentativa de ultrapassar o obstáculo, logrando êxito inicial, porém foi atingido por vários tiros sendo um certeiro que danificou seu motor e deixou-o à deriva, retrocedendo rio abaixo. Às 4h50, cinco navios da divisão já haviam ultrapassado a fortaleza, sinalizando com foguetes o sucesso, restando apenas o Alagoas. Num valente esforço, a tripulação conseguiu reparar o motor para tentar novamente, obtendo êxito apenas na quinta tentativa ultrapassagem. O monitor ficou sob fogo de artilharia por duas horas e assim permaneceu até as 5h30, quando conseguiu escapar.

O Alagoas permaneceu no arsenal de marinha em Isla del Cerrito, no lado argentino do rio Paraguai, para reparos. Cerca de seis meses após a passagem de Humaitá, o autor e explorador inglês Sir Richard Burton inspecionou o Alagoas e declarou então que ainda eram visíveis os danos causados. Ele se referiu aos amassados nas chapas do navio como um pudim de ameixas do qual as ameixas haviam sido retiradas. Segue relato da visão dos marinheiros quando as balas dos canhões Berkeley atingiam o monitor:
| “ | Nossos oficiais da Marinha relataram que os projéteis de ferro fundido quando atingiam a couraça, se espalhavam em fragmentos irregulares, formando uma chuva de ferro incandescente, e deixavam as armas sem atiradores. Os homens da bateria sempre sabiam quando uma bala atingia as placas à noite, pelo flash luminoso que seguia o choque. | ” |

#### Timbó e tentativa de abordagem

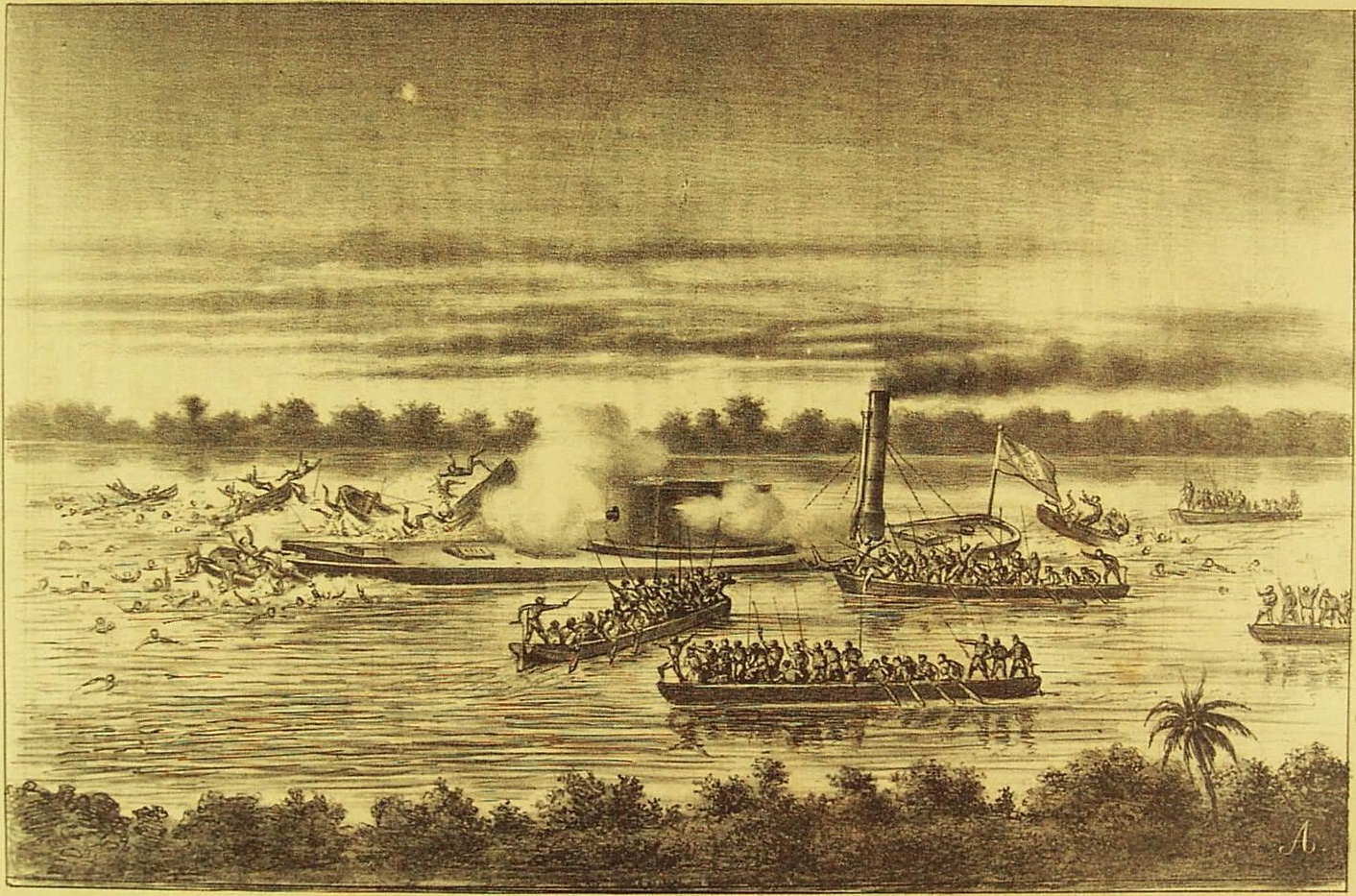
Paraguaios em canoas tentando abordar o monitor. (Ilustração por Angelo Agostini, 1868.)

Após os eventos em Curupaiti e Humaitá, o Alagoas seguiu subindo o rio Paraguai para se encontrar com sua frota e mesmo muito avariado, tivera de enfrentar novamente os canhões paraguaios, cujo calibre impressionava pelo tamanho, agora na fortaleza do Timbó. O forte tinha cerca de 14 peças de artilharia, que causaram mais danos ao navio do que em Humaitá. O monitor forçou a passagem e destruiu as baterias da fortaleza ainda no dia 19.
Na ocasião, o monitor foi surpreendido por um esquadra de cerca de 40 canoas paraguaias que, munidos de lanças e espadas, tentou dar abordagem ao navio. Porém, a tripulação, protegida no interior da embarcação, abriu fogo contra os paraguaios e suas canoas, abatendo 20 delas e fazendo recuar o resto, repelindo o ataque com sucesso. Apesar de registrar cerca de 200 impactos oriundos da artilharia de Humaitá e Timbó, além do combate contra a tentativa de abordagem, nenhum um único tripulante perdeu a vida. Isso se deu, segundo o historiador Carlos André Lopes da Silva, devido à excelência no projeto do monitor. Após Timbó, o monitor teve de ser encalhado para não afundar, contudo, os danos foram passíveis de reparo.

#### Rio Tebicuarí
Artur Silveira de Mota, Barão de Jaceguay, comandante do Barroso, narra a passagem da foz do Tebiquari, onde chegaram às 14h20 do dia 23 de julho:
| “ | “fundeamos as três amarras pouco mais abaixo do Tebiquari; os outros dois navios fundearam na margem do Chaco; todos largaram os monitores, e estes, mais próximos da bateria, também fundearam; durante o resto do dia foi um bombardeio incansável e, em regra, durante a noite, de quarto em quarto de hora, fazíamos nosso tiro” e que na manhã seguinte “o Bahia com um monitor amarrado a bombordo e o Silvado subiram o rio a toda velocidade.” | ” |

O papel do Alagoas era proteger o bombordo do Bahia, comandado por Antonio Luiz von Hoonholtz, que narra a reação dos paraguaios em Fortín, sofrendo ataques de uma primeira bateria: “duas descargas sucessivas acolheram e abalaram este navio, causando-lhe espantosas depressões e bastantes avarias”; após avançarem, ainda sob fogo desta primeira bateria, enfrentaram a segunda em seu relato: “o segundo reduto enfiava-nos pela proa enquanto pelo través os canhões de 68 abalavam a couraça com suas balas despejadas em cheio 12 braças de distância”.
 

Após esse sucesso, o Alagoas ficou um dia atracado em Monte Lindo para reparos; isto não permitiu, contudo, que o navio cumprisse o papel que lhe seria designado pelo Barão da Passagem, comandante da flotilha em Humaitá: após cruzarem as baterias chegaram a um arroio (na verdade um braço do rio Paraguai) chamado Recodo onde avistaram embarcações inimigas: o Silvado deveria guardar a parte de baixo, o Bahia a parte de cima, enquanto o Alagoas deveria adentrar no arroio e afundar os navios inimigos, mas não pode efetuar a tarefa, pois trazia danificado seu sistema de propulsão; o Barão registrou sobre o Alagoas: “fiz dirigir um bombardeio seguido sobre o lugar em que via-se sair a fumaça dos vapores, cujos costados estavam ocultos por uma ilha que forma o riacho, ao mesmo tempo que os maquinistas de bordo ajudados pelo primeiro do Silvado cuidavam de reparar a máquina.”

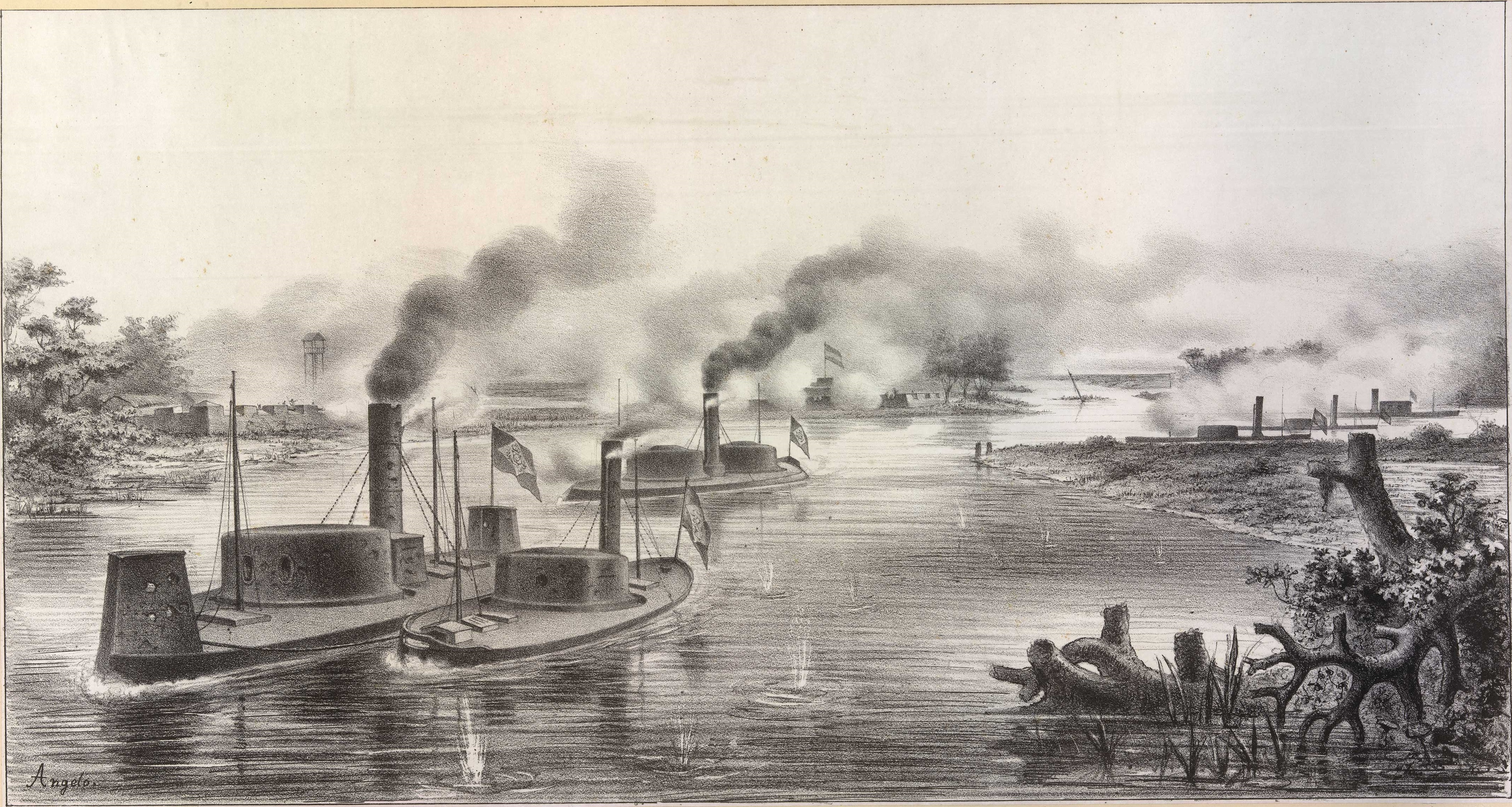
O monitor Alagoas (direita) ao lado do Bahia avançando sobre as baterias costeiras no rio Tebicuary no dia 23 de julho de 1868. (Ilustração por Angelo Agostini, 1868.)

Este combate foi, assim, travado tendo o Bahia com o Alagoas atracado a seu estibordo e junto ao Silvado partiram para enfrentar os navios paraguaios, amparados estes por forte contingente em terra; às 16h10 sofreu o Bahia intenso bombardeio no qual perdeu seu prático; avariado, o Bahia teria navegabilidade somente em razão de possuir duas hélices que atuavam em velocidades diferentes; assim, para evitar que os navios fossem abordados pelos inimigos, foi convocado, por meio de um tubo acústico para a comunicação entre os navios, o “velho Picardo”, prático do Alagoas, que ali manobrara o Bahia até uma posição segura, após sofrerem duras perdas humanas e de material.
Deste episódio, ficou a dúvida da existência de torpedos do lado dos paraguaios; Hoonholtz registrou:  “prosseguiu o Bahia galhardamente a sua marcha, amparando sempre a sua sombra o simpático e memorável Alagoas, com o qual transpusemos a toda força e sem novidade as estacada e a misteriosa linha de torpedos, cuja existência ainda persiste em afirmar o sargento Assencio Pereira”. Ainda no relato de Hoonholtz, enfrentaram uma corrente trespassada no rio por engenheiros ingleses e este teria contado com a propulsão do Alagoas conjugada ao Bahia para forçar a passagem, em aríete, mas isto não dera resultado, somente alcançado após ter ordenado o bombardeio do ponto na margem que prendia a cadeia e esta foi finalmente rompida, a fim de que, assim, esta embarcação pudesse manobrar; tal fato, entretanto, não encontra registro pelo oficial do Alagoas.

#### Angostura e Assunção
O exército aliado, sob o comando do Marquês de Caxias Luís Alves de Lima e Silva, ocupou a Fortaleza de Humaitá em julho de 1868. O avanço das tropas era lento devido o mau tempo e, após algumas batalhas com os paraguaios entre os dias 21 e 29 de setembro, acamparam em Palmas, diante das terríveis linhas do Piquissiri. O marquês iniciou no dia 1 de outubro um reconhecimento das fortificações de Angostura e no mesmo dia uma força formada pelos encouraçados Barroso, Bahia, Silvado e Tamandaré forçaram a passagem destas. No dia 10 de outubro, o Alagoas junto com o Brasil também forçaram com sucesso a passagem do forte sob fogo de 16 canhões paraguaios e se encontraram com a frota que havia atravessado primeiro.
Logo após a Passagem de Humaitá, o Alagoas, junto com os encouraçados Bahia e Tamandaré e seu navio-irmão, o Rio Grande, bombardearam Assunção em 24 de fevereiro, em um ataque comandado pelo Barão da Passagem, com efeito mais psicológico ou simbólico do que tático ou estratégico. Novamente, no dia 29 de setembro, a capital do Paraguai voltou a ser bombardeada pela mesma frota, agora procurando objetivos militares como o arsenal, o estaleiro e edifícios públicos onde havia bandeiras, inclusive o palácio presidencial que fora avariado. E, por fim, no dia 29 de novembro, a partir das 11h00, a frota bombardeou uma última vez Assunção com poucos tiros, visto que a cidade já havia sido evacuada por ordem de López.

#### Dezembrada e Rio Manduvirá
Vencido os maiores obstáculos no rio Paraguai, o Alagoas serviu como navio transporte de tropas em apoio a Caxias para o período da guerra chamada de Dezembrada. O tipo de construção do navio com convés baixo e com pouca obstrução facilitou o embarque das tropas, principalmente da cavalaria. O Alagoas e outros monitores transportavam soldados entre as margens do rio com o intuito de flanquear os paraguaios. Os combates da Dezembrada destruíram o que restou do exército principal de López, e isso limitou a frota a combater os poucos remanescentes que se encontravam no interior do país. Já nos meses finais da guerra os monitores, assim como o Alagoas, tiveram a tarefa de navegar entre os rios menores onde os encouraçados maiores não chegavam, caçar pequenas embarcações que ainda se arriscavam a operar naquelas águas e enfrentar as correntes e minas instaladas como armadilhas.
Em 5 de janeiro de 1869, o monitor integrou à esquadra comandada por Delfim Carlos de Carvalho, composta pelos monitores Ceará, Pará, Piauí, Santa Catarina e as canhoneiras Ivaí e Mearim, para a primeira expedição no Rio Manduvirá com finalidade de capturar e destruir os últimos navios da esquadra de guerra paraguaia que haviam se refugiado lá. A navegação por esse rio e seus arroios era de extrema dificuldade devido serem estreitos, sinuosos e rasos. Por isso, em várias ocasiões o monitor ia de encontro às arvores e barrancos, além de ter de voltar de ré quando entrou no arroio Iaguí e ter seu avanço impedido pelo bloqueio criado pelo afundamento proposital do Paraguari. No dia 8 de janeiro, a frota iniciou o retorno para base estacionada em Assunção e, durante a volta, o Pará atingiu um madeiro que rompeu seu leme, tendo o Alagoas a missão de rebocá-lo. A manobra foi difícil e decidiu-se que o Pará navegasse por seus próprios meios até chegar ao Rio Paraguai, onde foi rebocado com segurança pelo Ivaí.

### Últimos anos

Parte da couraça do Alagoas preservado na Diretoria do Patrimônio Histórico e Documentação da Marinha.

Após a guerra, o Alagoas foi designado para a recém-formada Flotilha do Alto Uruguai, sediada em Itaqui. Em 1874, disparou contra a cidade argentina de Alvear sob ordens do capitão-tenente Estanisláo Przewodowski, após um capitão-tenente médico brasileiro ser agredido na Argentina, em ato ignorado pela polícia local. Na década de 1880, o armamento do navio foi reforçado com um par de metralhadoras de 11 milímetros (0,43 polegadas). Em junho de 1884, passou por Mostra de Armamento e, em novembro do mesmo ano recebeu o distintivo numérico 9. No início da década de 1890, foi transferido para o Rio de Janeiro.
Em setembro de 1893, durante a Revolta da Armada, o monitor se juntou à esquadra rebelde formada pelo couraçado Aquidabã; os cruzadores protegidos Tamandaré e República; cruzadores de madeira Guanabara e Trajano; duas canhoneiras; alguns torpedeiros e vários paquetes armados. Seus motores haviam sido removidos e teve de ser rebocado até a zona de combate, se tornando uma plataforma de tiro flutuante. Pelo aviso nº 855 de 5 de maio de 1896 da marinha brasileira, o monitor foi submetido à Mostra de Desarmamento, encerrando suas atividades. O navio foi desmanchado em 1900 sem nunca ter reparado os motores, porém ainda resta uma parte de sua couraça preservada no acervo da Diretoria do Patrimônio Histórico e Documentação da Marinha.

### Artigos
- Barros, Aldeir Isael Faxina (20 de novembro de 2016). «A atuação da esquadra imperial brasileira contra a posição de fortín no Tebiquary» (PDF). Revista Brasileira de História Militar (20). ISSN 2176-6452. Cópia arquivada (PDF) em 13 de janeiro de 2019
- Barros, Aldeir Isael Faxina (2016b). «A Marinha Imperial Brasileira no Manduvirá» (PDF). Revista Marítima Brasileira. 136 (04/06). ISSN 0034-9860
- Bittencourt, Armando Senna (2010). «A interação entre Caxias e Inhaúma no Rio Paraguai» (PDF). Revista Navigator. 5 (9). ISSN 0100-1248
- Furlan, Luis Fernando (2015). «Apuntes históricos sobre la isla del Cerrito» (PDF). Revista Navigator. 11 (22). ISSN 0100-1248
- Giacopini, Giuliano (1963). «História da Marinha Brasileira» (PDF). Revista Marítima Brasileira (1, 2 e 3)
- Great Britain. Parliament. House of Commons (1868). «Correspondence Respecting Hostilities in the River Plate: No. 2 (1868)». Accounts and papers of the House of Commons. 73. Londres: [s.n.]
- Katorin, Yuri F. (2014). «First Armored ship of South America in the Paraguayan war» (PDF). Journal of International Network Center for Fundamental and Applied Research. 1 (1). ISSN 2411-3239
- Marinha do Brasil. «Angostura» (PDF). Diretoria do Patrimônio Histórico e Documentação da Marinha. Cópia arquivada (PDF) em 31 de março de 2019
- Martini, Fernando Ribas de (2018). «Monitores sob ataque: do Alagoas em Humaitá ao Pernambuco em Porto Esperança, a dura arte de aprender lições» (PDF). Revista Navigator. 14 (28). ISSN 0100-1248
- Meira, Antonio Gonçalves (2009). «O Bombardeio de Alvear» (PDF). Revista Marítima Brasileira. 129 (04/06). ISSN 0034-9860. Consultado em 30 de março de 2019
- Silva, Carlos André Lopes da (2018). «Aspectos do desenvolvimento dos monitores na Guerra da Tríplice Aliança: um diálogo entre a História Naval e a História da Tecnologia» (PDF). Revista Navigator. 14 (27). ISSN 0100-1248

### Livros
- Burton, Captain Sir Richard (1870). Letters From the Battle-Fields of Paraguay. Londres: Tinsley Brothers. 491 páginas. OCLC 77530852
- Costa, Francisco Felix Pereira da (1870). Historia da guerra do Brasil contra as Republicas do Uruguay e Paraguay. Rio de Janeiro: Livraria de A.G. Guimarães & C. OCLC 9225660
- Donato, Hernâni (1996). Dicionário das batalhas brasileiras 2 ed. São Paulo: Instituição Brasileira de Difusão Cultural. 593 páginas. ISBN 8534800340. OCLC 36768251
- Holley, Alexander Lyman (1865). A Treatise on Ordnance and Armor. Nova Iorque: D. Van Nostrand. 900 páginas. OL 23350037M
- Maracajú, Marechal Visconde de (Rufino Eneias Gustavo Galvão) (1922). Campanha do Paraguay (1867 e 1868). Rio de Janeiro: Imprensa Militar Estado-Maior do Exercito. 226 páginas. OCLC 948409424. OL 24345366M
- Marinha do Brasil (2006). Introdução à História Marítima Brasileira 1 ed. [S.l.]: Serviço de Documentação da Marinha. 185 páginas. ISBN 85-7047-076-2
- Moitrel, Mônica Hartz Oliveira (2010). A Logística Naval na Marinha Imperial durante a Guerra da Tríplice Aliança Contra o Governo do Paraguai. Rio de Janeiro: Livros Grátis
- Preston, Antony (1999). Warship 1999-2000. Londres: Conway Maritime Press. 208 páginas. ISBN 0851777244. OCLC 44885448
- Rio Branco, Barão do (2012). Obras do Barão do Rio Branco. Brasília: Ministério das Relações Exteriores, Fundação Alexandre de Gusmão. ISBN 9788576313526. OCLC 842885255
- Scheina, Robert L. (2003). Latin America's wars 1st ed. Washington, D.C.: Brassey's, Inc. 569 páginas. ISBN 1574884492. OCLC 49942250
- Thompson, George (1869). The War in Paraguay: With a Historical Sketch of the Country and Its People and Notes Upon the Military Engineering of the War. London: Longman's, Green and Co. 347 páginas. OCLC 260635

### Websites
- Exército Brasileiro. «Guerra da Tríplice Aliança VI – Campanha de 1866-1870». www.eb.mil.br. Consultado em 31 de março de 2019
- Poder Naval. «NGB - Monitor Encouraçado Alagoas». www.naval.com.br. Consultado em 16 de outubro de 2018
- Rodrigues, Luís Severiano Soares (2013). «Guerra do Paraguai: Todos só falam em Maurity». Instituto Brasil Imperial. Consultado em 30 de março de 2019. Cópia arquivada em 30 de março de 2019